# شمشون (فلم 2018)
شمشون (بالإنجليزية: Samson) هو فيلم دراما أمريكي جنوب أفريقي سيتم إنتاجه في فبراير 2018 وهو من إخراج بروس ماكدونالد وبطولة تايلور جيمس و جاكسون راثبون وبيلي زين و كاتلين ليهي و راتغر هاور وليندساي فاغنر. قصة هذا الفيلم ستتكلم عن قصة شمشون الشخصية المذكورة في سفر القضاة في العهد القديم وحروبه ضد الفلسطيين.

## القصة
يقود شباب شمشون إلى زواج مبكر ومشاكله بسببه وبين حربه وعدائه للفلسطيين ليقوم الفلسطيين بالتعاون مع زوجة شمشون دليلة ليعرفوا سر قوته.

## البطولة
- تايلور جيمس بدور شمشون
- جاكسون راثبون بدور رالا
- بيلي زين بدور الملك بالق
- كاتلين ليهي بدور دليلة
- راتغر هاور بدور منوح
- ليندساي فاغنر بدور صلافونية

## وصلات خارجية
- مقالات تستعمل روابط فنية بلا صلة مع ويكي بيانات

- الموقع الرسمي
- شمشون على قاعدة بيانات الأفلام على الإنترنت

لا توجد روابط لمواقع التواصل الاجتماعي.